# Roland Minnerath

Erzbischofswappen von Roland Minnerath

Roland Minnerath (* 27. November 1946 in Saargemünd, Département Moselle) ist ein französischer Geistlicher und emeritierter römisch-katholischer Erzbischof von Dijon.

## Leben
Roland Minnerath studierte Geschichte an der Sorbonne in Paris, Verwaltungswissenschaften an der Universität Paris IX-Dauphine sowie Katholische Theologie und Kirchenrecht an der Katholisch-Theologischen Fakultät der Universität Straßburg sowie an der Päpstlichen Universität Gregoriana in Rom. Er besuchte das Almo Collegio Capranica und empfing am 25. Juni 1978 die Priesterweihe. Nach zwei weiteren Studienjahren an der Päpstlichen Akademie in Rom trat er in den diplomatischen Dienst des hl. Stuhls ein. Er wurde jeweils in Theologie, Kirchenrecht und Verwaltungswissenschaften promoviert und hat einen Magistergrad in Geschichte.
Von 1980 bis 1985 war er Sekretär, dann Auditor an der Nuntiatur in Brasília, später in Bonn. Papst Johannes Paul II. verlieh ihm am 10. April 1981 den Ehrentitel Kaplan Seiner Heiligkeit (Monsignore). Von 1985 bis 1988 war er im Staatssekretariat des Heiligen Stuhls tätig.
Von 1989 bis 2004 war er Professor für Kirchengeschichte und Rechtsbeziehungen zwischen Kirche und Staat und übernahm er den Lehrstuhl für Kirchengeschichte an der katholischen Fakultät der Universität Straßburg. Seit 1992 ist er Mitglied der Päpstlichen Akademie der Sozialwissenschaften und seit 1997 Mitglied der Internationalen Theologenkommission. Des Weiteren ist er Mitglied des gemischten Komitees für den theologischen Dialog zwischen Katholiken und Orthodoxen Christen.
Roland Minnerath wurde am 13. Februar 2004 zum Erzbischof von Dijon ernannt; die Bischofsweihe spendete ihm Michel Louis Coloni, Alterzbischof von Dijon, am 21. März 2004; Mitkonsekratoren waren Joseph Doré PSS, Erzbischof von Straßburg, und Pierre Raffin OP, Bischof von Metz. 2005 wurde er zum Sondersekretär der Bischofssynode ernannt. 2007 wurde er Ritter der Ehrenlegion.
Am 7. Dezember 2012 wurde Roland Minnerath von Kardinalgroßmeister Edwin Frederick O’Brien zum Großprior der Französischen Statthalterei des Ritterordens vom Heiligen Grab zu Jerusalem ernannt.
Er hat zahlreiche Bücher und Artikel veröffentlicht über die Geschichte der Kirche, insbesondere über die Anfänge des Christentums sowie über die Beziehungen zwischen Staat und Kirche, insbesondere der Soziallehre und Sozialethik.
Am 31. Januar 2015 zelebrierte er das Karlsamt in Frankfurt a. M.
Papst Franziskus ernannte ihn am 6. Mai 2015 zum Mitglied der Kongregation für die Glaubenslehre.
Am 11. Februar 2022 nahm Papst Franziskus das von Roland Minnerath aus Altersgründen vorgebrachte Rücktrittsgesuch an.

## Ehrungen und Auszeichnungen
- Prix d'Aumale des Institut de France
- Ritter des Ordens vom Kreuz des Südens
- Bundesverdienstkreuz 1. Klasse des Verdienstordens der Bundesrepublik Deutschland
- Österreichisches Ehrenkreuz für Wissenschaft und Kunst 1. Klasse
- Ritter der Ehrenlegion 2006
- Großkomtur des Ritterordens vom Heiligen Grab zu Jerusalem

## Publikationen
- De Jérusalem à Rome. Pierre et l’Unité de l’Église Apostolique, Editions Beauchesne 1997, ISBN 2701013216
- Pour une éthique sociale universelle : La proposition catholique, Cerf 2004, ISBN 2204077488, zusammen mit Michel Camdessus
- Quel sens, la vie ?, Cerf 2004, ISBN 2204088722
- Gegen den Verfall des Sozialen. Ethik in Zeiten der Globalisierung, Freiburg 2007, orig.: Pour une éthique sociale universelle. La proposition catholique, 2004, ISBN 3-451-28662-9
- La primauté de l’évêque de Rome et l’unité de l’Eglise du Christ, Editions Beauchesne 2010, ISBN 2701015715
- Doctrine sociale de l’Église et bien commun, Editions Beauchesne 2010, ISBN 2701015707
- L’église catholique face aux états : Deux siècles de pratique concordataire 1801–2010, Cerf 2012, ISBN 2204096504
- Il est le Chemin, la Vérité, la Vie : Jésus, le christ ; Catéchisme pour tous les âges, Le sénevé 2012, ISBN 288918126X